# Forcipomyia peregrinator
Forcipomyia peregrinator är en tvåvingeart som beskrevs av Debenham 1983. Forcipomyia peregrinator ingår i släktet Forcipomyia och familjen svidknott. Inga underarter finns listade i Catalogue of Life.